# Вернер Кроґманн
Вернер Кроґманн (нім. Werner Krogmann, 5 лютого 1901 — 19 листопада 1954) — німецький яхтсмен.
Срібний призер Олімпійських Ігор 1936 року в класі О-Йолле.